# Sambossa
Sambossa é o quarto álbum de estúdio da cantora e compositora brasileira Elza Soares, lançado em 1963 pela Odeon, com produção musical de José Ribamar.

## Antecedentes
Depois de lançar três álbuns num espaço de tempo de um ano, Elza Soares não lançou um álbum completo em 1962. Naquele ano, a cantora esteve na Copa do Mundo FIFA de 1962, onde conheceu o jogador Garrincha. O trabalho da artista também já tinha chamado atenção mundial, com o músico Louis Armstrong interessado em Elza. A artista, no entanto, acabou optando por manter uma relação com Garricha, que se arrastou até a década de 1980.
Apesar de não ter liberado álbuns, em dezembro de 1962 a intérprete produziu os singles "Só Danço Samba" e "Sim e Não", lançados como compactos e mais tarde aproveitados no LP.

## Gravação
Sambossa foi produzido pelo pianista José Ribamar e gravado no estúdio da gravadora Odeon no Rio de Janeiro entre 8 a 22 de janeiro de 1963. O repertório reúne músicas inéditas e regravações, entre elas "Rosa Morena", de Dorival Caymmi e "Só Danço Samba", de Antonio Carlos Jobim. Billy Blanco é o compositor de quatro das doze músicas do projeto.

## Lançamento e legado
Sambossa foi março de 1963 pela Odeon em vinil. Retrospectivamente, o crítico Mauro Ferreira, por meio do G1, fez elogios a obra, afirmando que Sambossa é um "disco que retratou bem Elza Soares na fase inicial da carreira da cantora".
Em 2003, o álbum foi relançado pela primeira vez em CD pela caixa de coleção Negra, com reedição de Marcelo Fróes. Esta edição incluiu 4 faixas bônus, todas singles de 1962.

## Faixas
A seguir lista-se as faixas de Sambossa:
Lado A
1. "Rosa Morena"
2. "Gamação"
3. "A Banca do Distinto"
4. "Primeira Comunhão"
5. "Sim e não"
6. "Leilão"

Lado B
1. "Só Danço Samba"
2. "A Corda e a Caçamba"
3. "Vaca de Presépio
4. "Maria, Mariá, Mariá"
5. "Quando o Amor não É Mais Amor"
6. "Mulata de Verdade"